# Továrny obráběcích strojů
Továrny obráběcích strojů (TOS) byl koncern, vzniklý roku 1950 ze znárodněných továren na obráběcí stroje. Po roce 1989 se koncern rozpadl, řada nástupnických továren si však podržela zkratku TOS:
- TOS Čelákovice – brusky, CNC soustruhy, stroje na ozubení
- TOS Hostivař – hrotové i bezhroté brusky
- TOS Hulín – CNC obráběcí stroje, svislé soustruhy
- TOS Kuřim – obráběcí centra, svislé soustruhy
- TOS Olomouc – konzolové a univerzální frézky
- TOS Svitavy – dřevoobráběcí stroje
- TOS VARNSDORF – vodorovné vyvrtávačky
- TOS Znojmo – převodovky a variátory[1]
- (TOS Žebrák – frézky)[2]